# تپه گنداب - کد (۱۰۵- k)
تپه گنداب - کد (۱۰۵- k) مربوط به دوران پیش از تاریخ ایران باستان - دوران‌های تاریخی پس از اسلام است و در شهرستان کنگاور، روستای متروکه گنداب واقع شده و این اثر در تاریخ ۲۴ فروردین ۱۳۸۲ با شمارهٔ ثبت ۸۱۲۰ به‌عنوان یکی از آثار ملی ایران به ثبت رسیده است.
در کنار این تپه یک چشمه قدیمی وجود دارد که در تمام طول سال دارای آب فراوان می باشد، و گله های روستای دهلر و کهریز برای دام از آن استفاده می کنند.